# Aiteta paralella
Aiteta paralella är en fjärilsart som beskrevs av George Francis Hampson 1912. Aiteta paralella ingår i släktet Aiteta och familjen trågspinnare. Inga underarter finns listade i Catalogue of Life.